# Гончаренко Володимир Тарасович
Володимир Тарасович Гончаре́нко (нар. 4 серпня 1947, Тарасівка) — український художник; член Спілки радянських художників України з 1983 року.

## Біографія
Народився 4 серпня 1947 року в селі Тарасівці (нині Фастівський район Київської області, Україна). 1972 року закінчив графічне відділення Київського вечірнього факультету Українського поліграфічного інституту імені Івана Федорова, де навчався у Бориса Валуєнка, Ольги Крилової.
Протягом 1972—1974 років працював художнім редактором видавництва «Мистецтва»; у 1974—1975 роках — художньо-технічним редактором щорічника «Науки і культури».

## Творчість
Працює у галузях книжкової та станкової графіки, станкового живопису (створює жанрові картини, портрети). Серед робіт:
- серія пастелей «Пейзажі Києва та Кракова» (2003);
- графічний цикл «Книга мого буття» (2004—2005);

Живопис
- «Ніч у Бабиному Яру» (1980);
- «Мій дід з війни не повернувся» (1984);
- «Пожежникам Чорнобиля присвячується» (1986);
- «Рік 1933» (1988);
- «Диспут» (1992);
- «Меморіал» (1994);
- «До світла!» (1997);
- «Портрет художника Валерія Акопова»;
- «Оголена»;
- «Мати»;
- «Засмучена»;
- «Розп'яття»;
- «Бий барабан, бий!»;
- «Камінь кинуто» (2000);
- «Двоє з минулого» (2000);
- «Чорнобильська Мадонна» (2002).

Ілюстрації до книг
- «Кришталеві таємниці» Ірини Кирпичникової (1975, «Веселка»);
- «Летючі полонені» Олексія Владимирова (1976, «Веселка»);
- «Азбука нашого життя» (1976, «Веселка») та «Вузлики на пам'ять» (1981, «Веселка») Євгена Пермяка;
- «Піонери Всесвіту» Германа Нагаєва (1977, «Дніпро»);
- «Криниця під вікном» Миколи Кравчука (1982, «Дніпро»);
- «Листи темних людей» (1987, Дніпро).

Учасник республіканських, всесоюзних та закордонних мистецьких виставок з 1974 року. Персональні виставки відбулися у Києві у 1986, 2002 роках, Кракові у 2004 році. Відзначений дипломами на конкурсах оформлення книг.
Твори художника зберігаються у багатьох збірках в Україні, а також Польщі, Німеччині, Австрії, Іспанії, Ізраїлі, Сполучених Штатах Америки, Японії.